# Мале Доле-при-Стеханій Васі
Мале Доле-при-Стеханій Васі (словен. Male Dole pri Stehanji vasi) — поселення в общині Требнє, регіон Південно-Східна Словенія, Словенія.